# Roaming
Roaming (från engelskan att vandra) innebär inom mobiltelefoni att en användare kopplas, oftast automatiskt, från en teleoperatörs nät till en annans. Begreppet ska inte förväxlas med hand-off/hand-over, som används då mobiltelefonsystemet kopplar över från en radiobasstation (radiomast) till en annan, utan avbrott av pågående samtal.
Nationell roaming kan användas om radiotäckning saknas hos den ordinarie operatören men det finns radiotäckning från en annan operatör. 
I dagligt tal menas vanligen internationell roaming. Då mobiltelefonabonnenten lämnar sitt hemland och radiotäckningen från dess ordinarie teleoperatör upphör, växlar telefonen över till en teleoperatör i det besökta landet. Det kan ske helt automatiskt utan att abonnenten märker det, eller kräva en bekräftelse av användaren, beroende på hur mobiltelefonen är inställd. Mobilteleoperatörer sluter roamingavtal sinsemellan för att tillhandahålla denna funktion, så att operatören kan debitera samtalet på den ordinarie teleräkningen, och ingen utländsk räkning behöver skickas till slutkund/mobiltelefonägaren. 
I avtalet regleras bl.a. vilken ersättning som operatörerna tar ut av varandra för att låta en annan operatörs abonnenter använda mobiltelefonen i det egna nätet.
Operatörernas samarbetsorganisation för bland annat roaming kallas GSM Association.
När man använder mobiltelefonen utanför egna landet gäller andra priser och villkor än om mobiltelefonen används i sitt hemland. Exempelvis får en abonnent som befinner sig utomlands, utöver de samtal abonnenten ringer själv, betala för samtal där denne blir uppringd av någon annan. När abonnenten ringer för att lyssna av meddelanden i sin röstbrevlåda från utlandet debiteras detta som ett samtal till hemlandet.

## Europeiska unionen
Roamingavgifterna inom Europeiska unionen är reglerade genom roamingförordningen. Införandet av regleringen motiverades av att operatörerna ofta tog ut överpriser på över 1 euro per minut för samtal och över 10 euro per megabyte för datatrafik. Den lagstiftade avgiftsgränsen var först 0,49 euro per minut men minskades efter hand. Sedan den 15 juni 2017 är roamingavgifterna helt slopade för både ingående och utgående samtal inom EU och en användare behöver därför inte längre betala någon extra avgift utöver kostnaden för ett vanligt samtal i sitt hemland. Sedan tidigare kostar det inget extra att ringa en person som roamar.
EU-reglerna har sedan 2008 gällt också Island, Liechtenstein och Norge (i egenskap av EES-länder tillämpar de europeisk lagstiftning i betydande utsträckning), men de gäller inte i Schweiz (eller för schweizare i EU) där höga roamingavgifter fortsatt existerar. I områden som är kopplade till medlemsländer men som inte är med i EU, gäller inte heller några begränsningar.
Utlandssamtal, det vill säga när en person ringer ett nummer i ett annat land utanför EU, omfattas inte av regleringen av roamingavgifterna och kan därför fortsatt innebära höga avgifter liksom roaming vid besök i icke EU/EES-länder.